# Færøernes økonomi
Færøernes økonomi var den 166. største i verden i 2014, og havde et bruttonationalprodukt (BNP) på $2,613 mia. om året. BNP'et steg fra 8 mia. DKK i 1999 til 21 mia. DKK 2019. Langt størstedelen af færøernes eksport, omkring 90%, består af fiskeriprodukter.
Færøernes økonomi domineres af fiskeindustri inklusive fiskeopdræt, som samlet står for omkring 95 % af Færøernes eksportindtægter og halvdelen af bruttonationalproduktet (BNP). Finanskrisen på Færøerne 1989–1995 gjorde at arbejdsløsheden steg til omkring 10 %, og at en tredjedel af befolkningen udvandrede, hovedsageligt til Danmark. Senere har arbejdsløsheden blevet lavere, og lå per 2007 på 1,4 %, som da var den 7. laveste i verden.
De evigvarende primærerhverv har gjort at arbejdsløshed har været et noget ukendt fænomen på øerne, selv om svingninger i de internationale fiskepriser kan føre til store svingninger i landets økonomi. Omkring 15 % af landets BNP kommer i dag fra årlige tilskud fra Danmark, men dette tal er stadig på vej ned. Efter 2000 har nye arbejdspladser inden for informationsteknologi (IT) og andre forretningsprojekter blevet oprettet Færøerne for at tiltrække nye investeringer.
Grindefangst (færøsk: grindadráp) er omstridt på verdensbasis. Fangsten er ikke-kommerciel og organiseret af de enkelte bygder, og derfor ikke af del øernes eksport. Fangsten er strengt lovreguleret, og overvåges altid af den lokale sysselmand, tilsvarende en grindeformand.
Færøernes valuta er Færøske kroner, som dog blot er dansk kroner med færøske motiver på sedlerne, og dermed ingen selvstændig valuta. Færøerne valgte at stå udenfor daværende EU da Danmark blev medlem i 1973. Færøerne har imidlertid en frihandelsaftale med EU, underskrevet med EF i 1989.

## Handel
| Rang | Import            | Import    | Rang | Eksport           | Eksport   |
| Rang | Origin            | Value     | Rang | Destination       | Value     |
| ---- | ----------------- | --------- | ---- | ----------------- | --------- |
| 1    | Danmark           | 2.467 DKK | 1    | Rusland           | 1.907 DKK |
| 2    | Tyskland          | 897 DKK   | 2    | USA               | 898 DKK   |
| 3    | Norge             | 610 DKK   | 3    | Storbritannien    | 851 DKK   |
| 4    | Kina              | 371 DKK   | 4    | Danmark           | 697 DKK   |
| 5    | Sverige           | 282 DKK   | 5    | Kina              | 569 DKK   |
| 6    | Island            | 248 DKK   | 6    | Tyskland          | 521 DKK   |
| 7    | Italien           | 186 DKK   | 7    | Norge             | 460 DKK   |
| 8    | Storbritannien    | 169 DKK   | 8    | Frankrig          | 369 DKK   |
| 9    | Frankrig          | 148 DKK   | 9    | Holland           | 284 DKK   |
| 10   | Holland           | 143 DKK   | 10   | Polen             | 251 DKK   |
|      |                   |           |      |                   |           |
| –    | EU                | 4.807 DKK | –    | EU                | 3.561 DKK |
| –    | Lande uden for EU | 1.785 DKK | –    | Lande uden for EU | 4.461 DKK |
| –    | Total             | 6.592 DKK | –    | Total             | 8.022 DKK |